# Gustáv Husák
Gustáv Husák (Dúbravka, 10 de Janeiro de 1913 – Bratislava, 18 de Novembro de 1991) foi um político da Eslováquia e Presidente da Tchecoslováquia, sendo por longa data Secretário Geral do Partido Comunista da Tchecoslováquia (1969-1987). Entre 1954 e 1960, ele passou mais de seis anos na prisão, vítima dum expurgo stalinista e um julgamento e processo-show em 1950. Ele governou no período conhecido por normalização, após a Primavera de Praga, e recebeu apoio externo de Erich Honecker, da República Democrática Alemã, e Leonid Brejnev, da União Soviética. No outono de 1987, perdeu apoio do Politburo tchecoslovaco e foi forçado a renunciar pela liderança do partido, sucedido por Miloš Jakeš.